# Ковтун, Дмитрий Владимирович
Дмитрий Владимирович Ковтун (25 сентября 1965, Москва — 4 июня 2022, Москва) — российский предприниматель, фигурант уголовного дела Литвиненко.

## Биография
Родился 25 сентября 1965 года в Москве в семье генерала Советской армии.
В 1986 году окончил Московское высшее военное командное училище, там же познакомился с Андреем Луговым. По окончании училища был направлен для прохождения службы в Чехословакию, затем — в ГДР. Со своей супругой немкой Инной Хоне перебрался в Гамбург, где попросил политического убежища, потому что не хотел служить на Кавказе, куда должна была переехать его воинская часть. По словам бывшей жены, в западной Германии Ковтун «сидел» на социальном пособии, подрабатывал мусорщиком, официантом и убивал время на Репербане, в гамбургском районе «красных фонарей», из-за чего они вскоре и расстались.
До августа 2007 года Ковтун имел вид на жительство в Германии.
Скончался 4 июня 2022 года в Москве от последствий коронавируса.

### Отравление Александра Литвиненко
1 ноября 2006 года Ковтун был на встрече с Александром Литвиненко в Лондоне. 9 декабря 2006 года немецкая полиция сообщила о том, что в доме бывшей жены Ковтуна в районе Гамбурга Оттензен и в доме её матери в Хазелау были обнаружены следы радиации, однако в собственной квартире Ковтуна следов радиации обнаружено не было. 10 декабря 2006 года против него возбудили уголовное дело по подозрению в хранении и перевозке радиоактивных веществ на территории Германии, но спустя некоторое время дело было закрыто. Сам Ковтун свою причастность к убийству Литвиненко отрицал и утверждал, что службу в ФСБ не проходил.

## Личная жизнь
- Первая жена — Инна Хоне
- Вторая жена — Марина Волл[3]